# 会いたくて...
「会いたくて...」（あいたくて）は、ericaの4枚目の配信限定シングル。2010年6月16日発売。発売元はnownow.inc。

## 収録曲
1. 最後の恋
  - 作詞：erica／作曲：nao／編曲：立山秋航

## タイアップ
- とちぎテレビ｢イブニング6Plus｣6月 エンディングテーマ曲
- 千葉テレビ放送｢金曜かわら版｣6月度エンディング
- テレビ岩手｢5きげんテレビ｣6月度エンディング
- テレビ西日本｢ももち浜DXストア｣6月度エンディング
- 北海道文化放送｢のりゆきのトークDE北海道｣6月度エンディング
- 山梨放送｢YBSワイドニュース｣6月度エンディング
- 東日本放送｢にちよる女子部｣6月度エンディング
- 福井テレビジョン放送｢BANDAY獏｣6月度エンディング
- 静岡第一テレビ｢news zero｣6月度お天気フィラー[要出典]